# Berczy Géza
Berczy Géza (Budapest, 1902. március 6. – Budapest, 1963. október 8.) magyar színész.

## Pályája
Rózsahegyi Kálmán színiiskolájában tanult, 1920-ban Újpesten indult karrierje. 1920–1924 között a Vígszínház, 1924–25-ben a Renaissance Színház, 1925–26-ban újfent a Vígszínház, 1927–28-ban a Fővárosi Operettszínház, majd 1928–29-ben az Új Színház színésze volt. 1930-ban szerződött a Magyar Színházhoz és a Fővárosi Művész Színházhoz, 1931-ben már a Belvárosi Színháznál játszott, 1935-ben a Bethlen Téri Színházban, 1938-ban a Magyar Színházban lépett fel. 1937-től 1940-ig a Vígszínház, 1940–41-ben a Royal Varieté, 1944–1946 között újból a Vígszínház, 1947-ben a Pesti, 1948-ban a Medgyaszay, 1949-ben a Modern és a Művész Színház tagja volt. 1953 és 1956 között a Nemzeti Színház művészeként láthatta a közönség. 1959-ben vonult nyugdíjba. Eleinte naturbursch, majd jellemszerepeket is alakított. Több filmben is feltűnt.

## Színpadi szerepei
A Színházi adattárban regisztrált bemutatóinak száma: 9.
- Georg (Pierre Wolff: Naplemente)
- Austin (Zágon István: Darázsfészek)
- Gyuri (Vajda Ernő: Délibáb)
- Rudnay (Fodor László: Érettségi)
- Karachan (Lakatos László: A királyné)
- Kuli, a hazug (Illés Endre: Hazugok)

## Filmjei

### Némafilmek
- Lady Violetta (1922)
- A Pál-utcai fúk (1929)
- Csak egy kislány van a világon (1930)

### Játékfilmek
| - Ez a villa eladó (1935) - A kölcsönkért kastély (1937) - Édes a bosszú (1937) - Hotel Kikelet (1937) - A 111-es (1937) - A papucshős (1938) - Borcsa Amerikában (1938) - Pillanatnyi pénzzavar (1938) - 5 óra 40 (1939) - Pénz áll a házhoz (1939) - Fűszer és csemege (1939) - Ismeretlen ellenfél (1940) - Pénz beszél (1940) - Havasi napsütés (1940) - Szüts Mara házassága (1941) | - Ne kérdezd ki voltam (1941) - Bob herceg (1941) - Beáta és az ördög (1941) - Balkezes angyal (1941) - Vissza az úton (1941) - Egy csók és más semmi (1941) - Bűnös vagyok (1941) - Európa nem válaszol (1941) - Szabotázs (1942) - Fráter Loránd (1942) - Kádár kontra Kerekes (1942) - Haláltánc (1942) - Szíriusz (1942) - Halálos csók (1942) - Alkalom (1942) | - Orient Express (1943) - Déryné (1951) - Állami áruház (1952) - Tanár úr, kérem… (1956) - Láz (1957) - Merénylet (1960) - A Noszty fiú esete Tóth Marival (1960) - Napfény a jégen (1961) - Katonazene (1961) - Megszállottak (1962) - Elveszett paradicsom (1962) - Piros betűs hétköznapok (1962) - Pacsirta (1963) - Koncert (1963) - Meztelen diplomata (1963) |